# گوگل آنالیتیکس

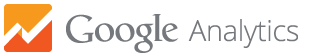
آرم قدیمی گوگل آنالیتیکس

گوگل آنالیتیکس (به انگلیسی: Google Analytics) یک سرویس رایگان طراحی شده توسط گوگل است که آمار بازدید‌کنندگان یک وب‌سایت را نشان می‌دهد. این دستاورد برای بازاریابان و وب مسترها برای واکاوی وب بکار گرفته می‌شود.
این سیستم امکان بررسی و تحلیل ورودی‌ها، صفحات ورودی دهنده، کاربران وارد شده، فعالیت‌های کاربران، زمان حضور و مسیر خروجی آنها را ارائه می‌کند. به این ترتیب، گستره وسیعی از اطلاعات در اختیار مدیریت سایت قرار خواهد گرفت.
از امکانات این سیستم هدف‌گذاری مشخص در بازه زمانی است. سپس سیستم خودکار در بازه زمانی تعیین‌شده در صورت دست‌یابی به هدف گزارش مبنی بر رسیدن به هدف می‌دهد و در صورت عقب‌ماندن از هدف نیز درصد نزدیکی به هدف را ارائه می‌کند.
گوگل آنالیتیکس به شما امکان می‌دهد تا موارد زیر را زیر نظر داشته باشید:
چه کسانی از سایت شما بازدید می‌کنند؟ شما می‌توانید محل کاربران، مرورگرهای مورد استفاده‌شان و بسیاری اطلاعات دیگر همچون رزولوشن صفحه نمایش کاربران، فعال بودن جاوا اسکریپت، نصب بودن فلش، زبان و غیره را ببینید.

## چگونه بهتر از گوگل آنالیتیکس استفاده کنیم؟
گوگل آنالیتیکس به صورت پیش‌فرض ابزار قدرتمندی است اما زمانی می‌توانیم از همهٔ قدرت آنالیتیکس استفاده کنیم که این ابزار را با توجه به نیاز و اهداف کسب و کارمان سفارشی سازی کنیم. بسیار از امکانات گوگل آنالیتیکیس مانند Event‌ها یا همان رویدادهای صفحه (کلیک بر روی یک لینک، اضافه کردن محصول به سبد خرید، ارسال فرم و …)، Goal‌ها، اطلاعات فروشگاه و امکان Enhanced Ecommerce Tracking و ویژگی‌های دیگر به صورت پیش‌فرض فعال نیستند. ما می‌توانیم با اضافه کردن این امکانات و انجام تنظیمات مربوطه به داده‌های بهتر و تمیز‌تر دست پیدا کنیم و از این داده به جهت بهبود کسب‌و‌کار‌مان استفاده کنیم.

## کاربرد گوگل آنالیتیکس
گوگل آنالیتیکس برای بررسی روند پیشرفت یک وب‌سایت مورد استفاده قرار می‌گیرد، به همین دلیل است که از این ابزار که توسط گوگل در اختیار کاربران قرار داده شده‌است که در رتبه سایت (بهینه‌سازی برای موتور جستجوگر مانند: bing و google) استفاده می‌شود. در ابزار گوگل آنالیتیکس تمام خطاهای یک وب‌سایت اعم از خطا صفحات دارای مشکل یا داشتن سرعت کند یک وب‌سایت برای بازدید کاربران قابل مشاهده و بررسی است. در صورت اتصال گوگل آنالیتیکس به گوگل سرچ کنسول می‌توانید اطلاعات کامل‌تری در مورد وب‌سایت خود کسب کنید.

## نصب گوگل آنالیتیکس
برای نصب گوگل آنالیتیکس در وردپرس می‌توانید از افزونه wpcode استفاده کنید این افزونه را می‌توانید از مخزن وردپرس دانلود نمایید. برای نصب گوگل آنالیتیکس در همه سایت‌ها کافی است تا کدی که آنالیتیکس به شما می‌دهد را در فایل header.php قالبتان بگذارید.

## اصطلاحات رایج گوگل آنالیتیکس
- پراپرتی (Property): هر وب‌سایت یا اپلیکیشنی که می‌خواهید آن را در گوگل آنالیتیکس ردیابی کنید، یک پراپرتی محسوب می‌شود.
- ویو (View): هر ویو یک فیلتر برای داده‌های پراپرتی است. شما می‌توانید ویوهای مختلفی برای یک پراپرتی ایجاد کنید تا داده‌ها را از زوایای مختلف تحلیل کنید.

- کاربر جدید (New User): کاربری که برای اولین بار از وب‌سایت شما بازدید می‌کند.
- کاربر بازگشته (Returning User): کاربری که قبلاً از وب‌سایت شما بازدید کرده است.
- کاربر منحصر به فرد (Unique User): تعداد کل کاربران متمایزی که در یک بازه زمانی مشخص از وب‌سایت شما بازدید کرده‌اند.

- جلسه (Session): یک جلسه زمانی است که یک کاربر با وب‌سایت شما تعامل می‌کند. یک جلسه جدید زمانی شروع می‌شود که ۳۰ دقیقه از آخرین فعالیت کاربر گذشته باشد یا کاربر وب‌سایت را بسته و دوباره باز کند.
- صفحه بازدید شده (Pageview): هر بار که یک صفحه از وب‌سایت شما بارگذاری می‌شود، یک صفحه بازدید شده محسوب می‌شود. حتی اگر یک کاربر چندین بار یک صفحه را رفرش کند، هر بار یک صفحه بازدید شده ثبت می‌شود.
- نرخ پرش (Bounce Rate): درصدی از بازدیدکنندگانی که پس از مشاهده یک صفحه، بدون تعامل با صفحات دیگر، وب‌سایت را ترک می‌کنند.
- مدت زمان متوسط هر جلسه (Average Session Duration): مدت زمانی که به طور متوسط کاربران در هر جلسه در وب‌سایت شما سپری می‌کنند.

- ترافیک مستقیم (Direct Traffic): ترافیکی که مستقیماً و بدون کلیک روی هیچ لینک یا تبلیغی به وب‌سایت شما هدایت می‌شود.
- ترافیک ارجاعی (Referral Traffic): ترافیکی که از وب‌سایت‌های دیگر به وب‌سایت شما هدایت می‌شود.
- ترافیک ارگانیک (Organic Traffic): ترافیکی که از نتایج جستجوی طبیعی موتورهای جستجو به وب‌سایت شما می‌آید.
- ترافیک اجتماعی (Social Traffic): ترافیکی که از شبکه‌های اجتماعی به وب‌سایت شما هدایت می‌شود.

### علت قطع آنالیتیکس در ایران
در روزهای ۸ و ۹ ژانویه 2025، کاربران ایرانی ایمیل‌هایی از گوگل آنالیتیکس دریافت کردند که دسترسی آنها به دلیل "استفاده نامناسب" و مطابق بند ۱۴ قوانین این سرویس، معلق شده است. بررسی‌های بیشتر نشان داد که این مشکل بیشتر کاربران ایرانی را تحت تأثیر قرار داده و احتمالاً ناشی از تحریم‌های بین‌المللی علیه ایران است. این مسئله به نگرانی‌های زیادی در میان وبمسترها و فعالان دیجیتال مارکتینگ منجر شد.
بند ۱۴ قوانین گوگل به طرفین اجازه می‌دهد قرارداد را در هر زمان فسخ کنند و پس از فسخ، کاربران باید استفاده از تمامی ابزارها و داده‌های مرتبط را متوقف کنند. این اتفاق باعث شده که داده‌های مهم وب‌سایت‌های ایرانی ناگهان از دسترس خارج شوند، که می‌تواند ضربه جدی به کسب‌وکارهای آنلاین وارد کند. برخی احتمال داده‌اند که این اقدام گوگل ممکن است به دلیل قوانین GDPR باشد، هرچند بعید است مشکل به قوانین کوکی‌ها مربوط باشد.
برای جایگزینی گوگل آنالیتیکس، ابزارهای مختلفی پیشنهاد شده‌اند که از جمله آن‌ها می‌توان به Matomo، Plausible، و Clicky اشاره کرد. این ابزارها امکانات متنوعی برای تحلیل ترافیک وب ارائه می‌دهند و برخی از آن‌ها بر حفظ حریم خصوصی تأکید دارند. انتخاب ابزار مناسب به نیازها و اولویت‌های هر کسب‌وکار بستگی دارد، اما این تغییر ناگهانی نیازمند تجدیدنظر در استراتژی‌های سئو و تحلیل داده‌ها است.